# Heinrich Flora

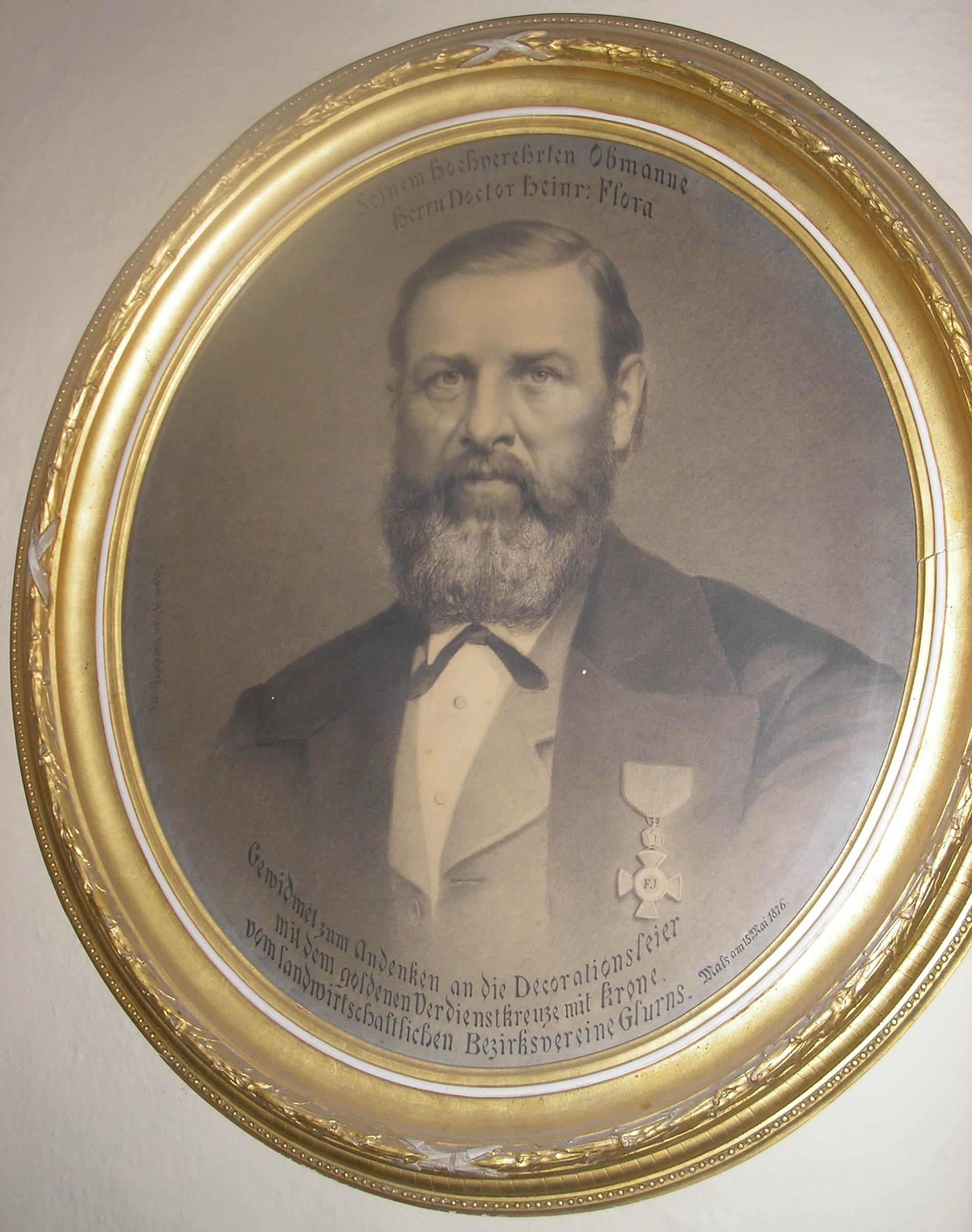
Heinrich Flora mit Goldenem Verdienstkreuz mit Krone

Heinrich Flora (* 10. Juni 1829 in Mals; † 12. April 1902 ebenda) war ein österreichischer Gemeindearzt und Waldbauer.

## Leben
Flora wurde  als Sohn des Kaufmannes Johann Flora (1783–1847) und der Anna Dietl (1800–1873) als siebtes von fünfzehn Kindern geboren. Er studierte Medizin in Hall, Trient und Wien. 1854 wurde Flora Gemeindearzt von St. Leonhard in Passeier, bevor er 1860 nach Mals gerufen wurde, da der vorherige Arzt Christian Thöni verstorben war. Neben seiner Arzttätigkeit widmete sich Flora außerdem dem Bau der Wasserleitung, förderte die Errichtung einer Kinderbewahranstalt, den Ausbau des Schulhauses und war Mitglied des landwirtschaftlichen Vereins und des Verschönerungsvereins. Dort galt sein  Interesse dem Bau der Bahnverbindung Meran-Mals-Landeck.
1884 wurde die Sektion Vintschgau des Alpenvereins gegründet, deren erster Vorstand und Gründer Flora war.
Flora schuf eine Parkanlage oberhalb von Mals. Auf seine Initiative hin wurde ab 1865 der kahle und erodierte Vinschger Sonnenberg therapiert. Im Herbst desselben Jahres kamen „aus einer Pflanzschule bezogene Schwarzföhrensetzlinge“ zum Einsatz (Zitat H. Flora 1879). Dies kann wohl als der offizielle Einzug der Schwarzföhre in den Vinschgau bezeichnet werden. Heinrich Flora forstete zwischen 1865 und 1879 rund 30 Hektar Mischwald oberhalb von Mals auf.

## Auszeichnungen
Flora wurde für seinen Einsatz vom Kaiser mit dem Goldenen Verdienstkreuz mit Krone ausgezeichnet.
Eine der Hauptstraßen von Mals wurde in Heinrich-Flora-Straße umbenannt.
Der neue Sitz des Gesundheits- und Sozialsprengels in Mals trägt seinen Namen.
Der von ihm angelegte Naturpark oberhalb von Mals wird ihm zu Ehren Flora-Park genannt. Dort steht auch eine nach seinem Tod errichtete Marmorbüste, im Volksmund auch „beim weißen Mann“ genannt.